# Торжество (католицизм)
Торжество (лат. Solemnitas) — высший ранг церковного праздника в западных литургических обрядах Католической церкви.

## История
Слово «solemnitas» всегда использовалось на Западе для обозначения большого церковного праздника, однако до середины XX века не являлось строгим литургическим термином. В 1969 году после Второго Ватиканского собора литургическая реформа заменила сложную и многоступенчатую систему праздников, существовавшую в латинском обряде с конца XVI века, на систему, в которой все дни литургического года имеют одну из 4 категорий:
- Будний день (feria). В этот день нет обязательного почитания, в разных странах почитаются свои местночтимые святые или литургия проходит вообще без воспоминания святых.
- Память (memoria). Память определённого святого. Память может быть обязательной (memoria obligatoris) и необязательной, факультативной (memoria ad libitum). Во втором случае епископская конференция страны или руководство монашеского ордена имеет право заменить память святого из календаря на память своего местночтимого святого.
- Праздник (festum). В дни праздников богослужение носит праздничный характер. К ним относятся большинство праздников литургического года, за исключением самых важных.
- Торжество (solemnitas). Наиболее значимые праздники годового цикла.

## Особенности празднования
Празднование торжества имеет ряд отличий в порядке проведения богослужений. В отличие от прочих литургических дней празднование торжества начинается не с полуночи, а с вечера предыдущего дня. Оно открывается вечерней, некоторые торжества также имеют последование мессы навечерия, которая также служится накануне вечером. Месса торжества включает в себя, как и любая воскресная месса, три библейских чтения, пение Gloria in Excelsis Deo и чтение Символа веры. Если торжество приходится на пятницу, то она не является днём покаяния и поста. Два самых главных торжества литургического года, Рождество и Пасха, празднуются с октавой (Октава Рождества, Октава Пасхи), то есть в течение восьми дней после дня праздника. Главный праздник Католической церкви, Пасха, именуется «торжеством торжеств».
В настоящее время число торжеств в общем римском календаре составляет 17. Кроме того, конференции католических епископов отдельной страны или руководство монашеского ордена имеют право дополнительно присвоить статус торжества дню памяти особо почитаемого в стране святого или основателю ордена. Дополнительно статус торжества в каждом отдельном храме автоматически получает годовщина его освящения и престольный праздник данной церкви.

## Список торжеств общего календаря
| День                                           | Праздник                                                           | Праздник                                                            |
| ---------------------------------------------- | ------------------------------------------------------------------ | ------------------------------------------------------------------- |
| 1 января                                       | Торжество Святой Богородицы Марии                                  | In Sollemnitate Sanctae Dei Genetricis Mariae                       |
| 6 января                                       | Торжество Богоявления Господня                                     | In Sollemnitate Epiphaniae Domini                                   |
| 19 марта                                       | Торжество святого Иосифа Труженика, Обручника Блаженной Девы Марии | In Solemnitate Sancti Joseph Opificis Sponsi Beatae Mariae Virginis |
| 25 марта                                       | Торжество Благовещения Блаженной Девы Марии                        | In Solemnitate Annuntiationis Beatae Mariae Virginis                |
| Март-апрель                                    | Торжество Пасхи                                                    | In Solemnitate Paschali                                             |
| 40 день после Пасхи                            | Тожество Вознесения Господня                                       | In Solemnitate Ascensionis Domini                                   |
| 50 день после Пасхи                            | Торжество Пятидесятницы                                            | In Solemnitate Pentecostes                                          |
| Воскресенье после Пятидесятницы                | Торжество Святой Троицы                                            | In Solemnitate Sanctae Trinitatis                                   |
| Четверг после Дня Святой Троицы                | Торжество Святейших Тела и Крови Христовых                         | In Solemnitate Sanctissimi Corporis et Sanguinis Christi            |
| Пятница на 8 день после Праздника Тела и Крови | Торжество Святейшего Сердца Христова                               | In Solemnitate Sanctissimi Cordis Christi                           |
| 24 июня                                        | Рождество Иоанна Предтечи                                          |                                                                     |
| 29 июня                                        | День Петра и Павла                                                 |                                                                     |
| 15 августа                                     | Успение Пресвятой Богородицы                                       |                                                                     |
| 1 ноября                                       | День всех святых                                                   |                                                                     |
| Последнее воскресенье перед Адвентом           | Праздник Христа Царя                                               |                                                                     |
| 8 декабря                                      | Непорочное зачатие Девы Марии                                      |                                                                     |
| 25 декабря                                     | Рождество Христово                                                 |                                                                     |